# Zurlauben
Die Zurlauben waren ein bedeutendes Geschlecht aus dem Kanton Zug in der Schweiz, dessen letzte männlichen Nachkommen am Ende des 18. Jahrhunderts verstarben.
Unter den heute ausgestorbenen Zuger Stadtgeschlechtern nehmen die Zurlauben einen der prominentesten Plätze ein. Sie gehörten als die führende Familie zum Patriziat der Stadt. Mit grosser Wahrscheinlichkeit aus dem Wallis stammend und 1478 von Uri über Zürich nach Zug eingewandert, wurde das Geschlecht der Zurlauben bereits 1488 in Zug eingebürgert. Innert weniger Generationen gelang es ihnen, sich aus kleinbürgerlichen Verhältnissen zu befreien und zu einer weit geachteten und einflussreichen Magistratenfamilie aufzusteigen. Über drei Jahrhunderte lang, bis zum Sturz ihres letzten einflussreichen politischen Vertreters Fidel Zurlauben (1675–1731) 1729, dominierten die Familienmitglieder als hohe Würdenträger in Kirche, Staat und Militär das politische und gesellschaftliche Geschehen in Zug.
Wichtig für das familiäre Selbstverständnis und Stammhaus war der 1595 von Beat I. Zurlauben (1533–1596) erworbene Äussere Hof oder Weingartenhof beim Baarertor vor der Stadtmauer von Zug; er diente der Familie Zurlauben über Jahrhunderte als Wohnsitz. Das heute als Zurlaubenhof bezeichnete Anwesen (ursprünglich Hof zum Schilt, ab 1616 St. Konradshof) südlich der Stadt Zug war nur mit Unterbüchen in Besitz von Angehörigen der Zurlauben.

## Die Zurlauben als Militärs

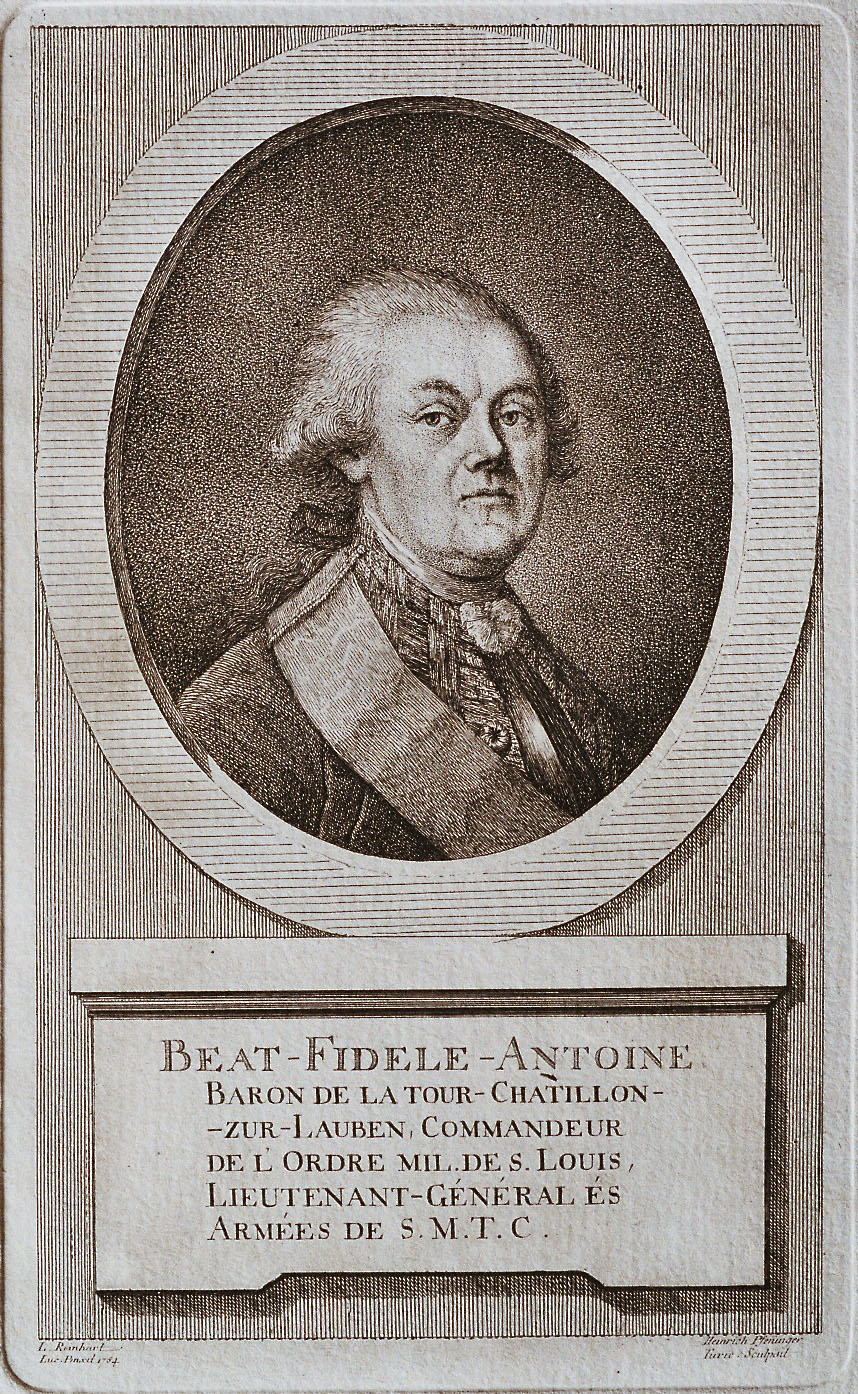
Beat Fidel Zurlauben (1720–1799): Letzter männlicher Nachkomme der Zurlauben

Bis zum Tod ihres letzten Vertreters Beat Fidel Zurlauben (1720–1799) im Jahre 1799 brachte das Geschlecht der Zurlauben nachweislich 62 männliche Nachfahren hervor, die das 15. Altersjahr erreichten. Vierzig davon dienten als Söldner für kürzere oder längere Zeit in verschiedensten Rangstufen in den militärischen Diensten des Heiligen Stuhls (2), Savoyens (1), Spaniens (1), Venedigs (1) und der Toskana (1). Die meisten der Zurlaubenjünglinge – nämlich deren 36 – zog es allerdings nach Frankreich, was sich allzu oft als riskantes Unterfangen entpuppte. Im Verlaufe der fast 300 Jahre, in denen die Zurlauben der französischen Krone dienten, verloren ein Drittel der Zurlaubschen Frankreichsöldner ihr Leben. So beispielsweise 1522 in der Schlacht von Bicocca, als die beiden Brüder Christoph und Johann Zurlauben getötet wurden oder 1562 in Dreux und 1573 in La Rochelle, als jeweils gleich drei Familienmitglieder auf dem Schlachtfeld verstarben. Angesichts des langjährigen intensiven Engagements der Zurlauben in französischen Diensten ist es verständlich, dass ihre Dienste für Savoyen, Spanien etc. eher als Episoden zu bewerten sind und daher an dieser Stelle nicht eingehender erwähnt werden.
Den Grundstein für den erfolgreichen Aufstieg der Zurlauben als militärische Unternehmer legte 1567 Anton II. (1505–1586), indem er für das im Dienste des französischen Königs Karl IX. stehende Regiment Pfyffer eine Halbkompanie aushob. Schliesslich befehligte die Familie Zurlauben seit 1619 bis zum Ausbruch der Französischen Revolution die seinerzeit Zug zugesprochene Kompanie im königlichen Garderegiment von Frankreich. Das Garderegiment galt damals als die stolzeste Truppe, welche die Eidgenossen in Frankreich unterhielten, da hier im Gegensatz zu anderen Regimentern nur Eidgenossen aufgenommen wurden. Daneben befehligten die Zurlauben auch in anderen Schweizer-, resp. Deutschregimentern unterschiedliche Voll- bzw. Halbkompanien. Beat Heinrich Josef Zurlauben (1663–1706) beispielsweise besass zum Zeitpunkt seines Todes in der Schlacht bei Ramillies in verschiedenen Regimentern nicht weniger als drei Eigenkompanien.
Neben den zahlreichen Kompanien besassen die Zurlauben aber auch ganze Regimenter. So erhielt Ammann Konrad III. (1571–1629) 1626 während der Bündnerwirren von König Ludwig XIII. den Auftrag, ein Regiment auszuheben und ins Veltlin zu führen, und Graf Beat Jakob (1656–1704) stand von 1687 bis 1704, als er an den Folgen einer Kriegsverletzung verstarb, ebenfalls an der Spitze eines eigenen Regimentes, des so genannten „Deutschregimentes Zurlauben“. Auf diesen Verband geht auch der bis heute überlieferte und eigens für dieses Regiment komponierte „Zurlaubenmarsch“ zurück.
Nicht selten kam das Wissen und die Erfahrung, die sich die Zurlauben im Ausland angeeignet hatten, auch im eigenen Lande zur Anwendung. So standen alle Kontingente, die Zug seit der Reformation wegen innereidgenössischen Konflikten (Kappelerkrieg, Erster und Zweiter Villmergerkrieg etc.) aufgestellt hatte, unter dem Oberbefehl von Mitgliedern der Zurlaubenfamilie. So befehligte beispielsweise Oswald I. (1477–1549) die Zuger 1531 im Zweiten Kappelerkrieg, Heinrich II. (1621–1676) im Ersten Villmergerkrieg und Beat Jakob II. (1660–1717) im Zweiten Villmergerkrieg. Als Landeshauptleute nahmen die Zurlauben in den Freien Ämtern von 1656 bis 1729 neben ihrem politischen Einfluss auch eine entscheidende militärische Machtstellung ein. Während 200 Jahren saßen die Zurlauben ausserdem in den Kriegsräten der eidgenössischen bzw. katholischen Orte und wurden regelmässig von der eidgenössischen Tagsatzung mit aktiven Kommandostellen betraut.

## Die Zurlauben im Dienste des Staates

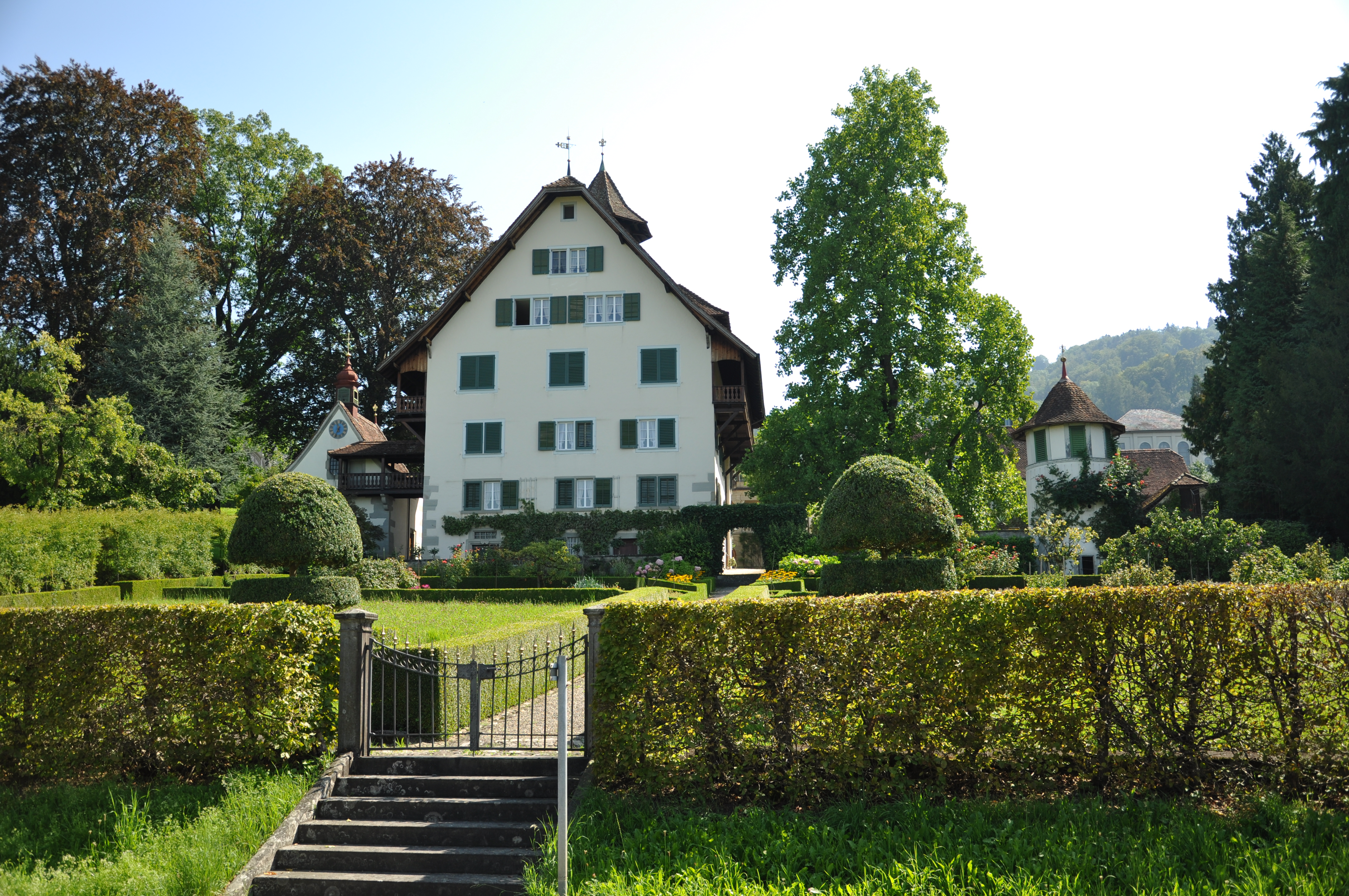
Der Zurlaubenhof in Zug

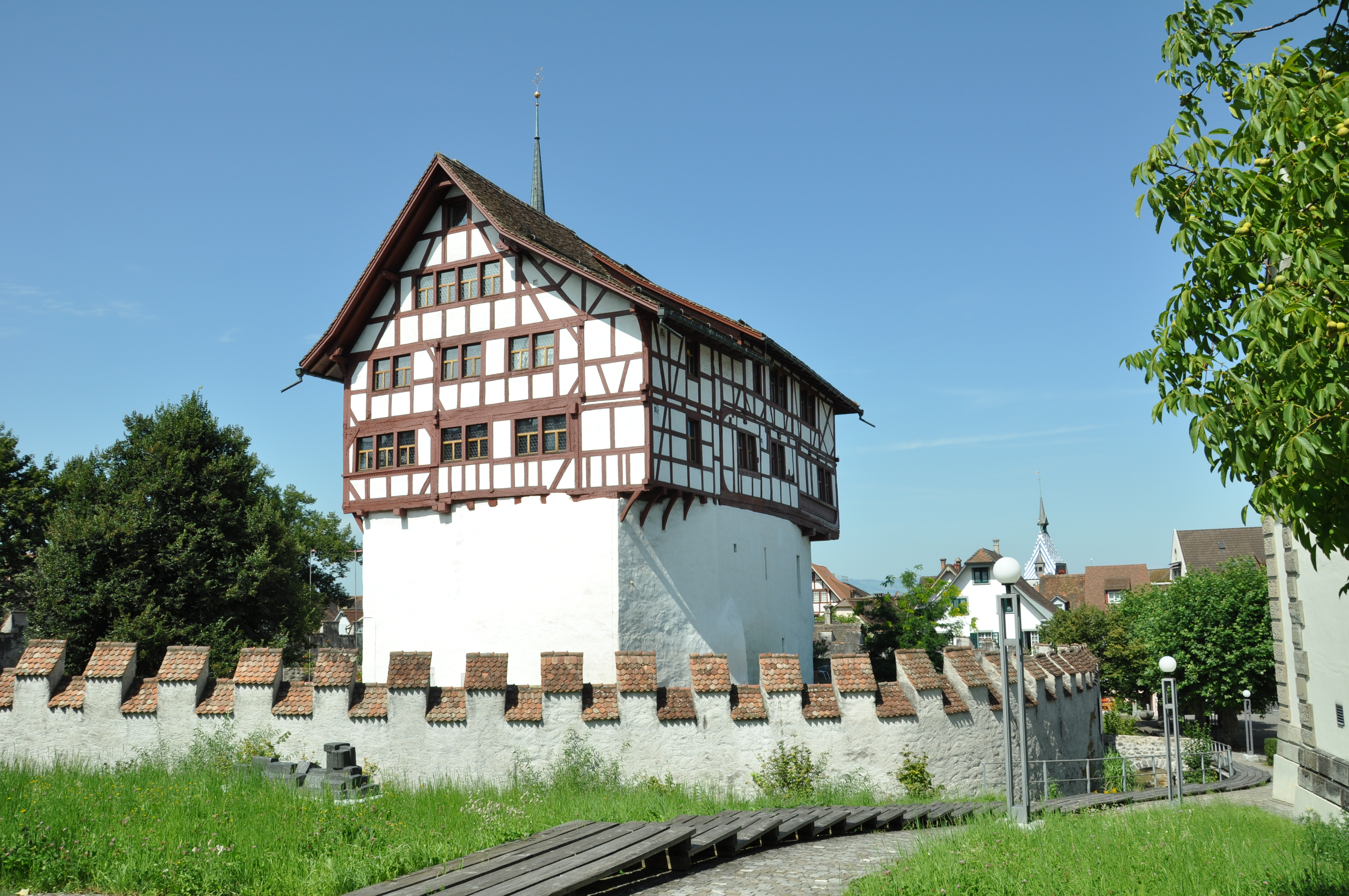
Die Burg Zug mit dem Fachwerkaufbau von Johannes Zurlauben (1555)

Der Stammvater der Zuger Zurlauben, Anton I. (1439–1516), übte die durchaus ehrenwerte, aber angesichts der wenig später erreichten Machtstellung der Zurlauben, noch bescheidene Stelle eines Stadtzieglers aus. Bereits seine Söhne versuchten ihr Glück in den fremden Diensten und legten damit nicht nur den Grundstein für den militärischen, sondern auch machtpolitischen Aufstieg der Familie. Denn wer sich auf den europäischen Kriegsschauplätzen in Kommandostellen bewährt hatte, so glaubte man, sei auch für politische Führungsaufgaben in der Heimat befähigt. Eine erfolgreiche Karriere in militärischen Diensten setzte allerdings auch einflussreiche Verbindungen zur politischen Elite in der Heimat voraus, weshalb sich die Zurlauben bald einmal selbst um die Einsetzung in politische Ämter bemühten.
Der erste Zurlauben, der in Zug ein politisches Amt ausübte, war Konrad I. (1483–1565), der 1518 als Unterweibel in den Quellen erscheint. Über das Amt des Umgeltners zum Pfleger von St. Wolfgang – einer städtischen Vogtei – gelangte er schliesslich in das Wochen- und Grossgericht. Bereits sein Sohn Beat I. Zurlauben (* 1533, † 1596) erreichte schliesslich das einflussreichste Amt, das Zug zu vergeben hatte. Über das einträgliche Amt des Landschreibers der Stadt Zug wurde er 1587 zum Ammann von Stadt und Amt Zug gewählt und somit zur höchstgestellten Persönlichkeit des zugerischen Staatswesens. Dies war der Beginn einer fast 150 Jahre währenden Beherrschung des öffentlichen Lebens von Zug durch die Familie Zurlauben.
Die Zurlauben verstanden es über lange Zeit, ihre erlangte Machtstellung zu wahren und weiter auszubauen. Neben den zahlreichen regional orientierten Ämtern fanden sie seit Beginn des 17. Jahrhunderts in Ämtern Einsitz, deren Einflussbereiche sie auch auf die Ebene der eidgenössischen Politik führten. Zwischen 1587 und 1710 wurden fünf Mitglieder der Zurlauben zu Landvögten in den Gemeinen Herrschaften. Beat Jakob II. (1660–1717) wurde sogar zweimal ernannt und zwar in den Freien Ämtern und im Thurgau. Eine nicht minder bedeutende Tätigkeit stellte das Amt als Landschreiber in den Freien Ämtern dar, der als Stellvertreter des landabwesenden Landvogts eine zentrale Machtposition innehatte. Das Amt gelangte 1617 erstmals an Beat II. Zurlauben (1597–1663). Von diesem Zeitpunkt an wurde der Familie – abgesehen von einem dreijährigen Unterbruch – die Landschreiberstelle bis zum Jahre 1726 nie mehr ernsthaft streitig gemacht.
Die politische Machtstellung der Zurlauben erreichte ihren Höhepunkt am Übergang des 17. zum 18. Jahrhundert. Am folgenden Beispiel lässt sich das schön veranschaulichen. Zwischen 1600 und 1728 wurden die Zurlauben über 500 Mal an Tagsatzungen geschickt, um die Politik Zugs teils auch der katholischen Orte zu vertreten. Die Jahrrechnungstagsatzung zu Baden galt dabei als die wichtigste Tagsatzung des Jahres. Von 1691 bis 1727 wurden für diese Tagsatzung als Vertreter der Stadt Zug ausschliesslich Mitglieder der Familie Zurlauben ernannt.
Die zahlreichen Tagsatzungsbesuche, aber auch die Beteiligung an in- und ausländischen Gesandtschaften und Bündniserneuerungen brachten der Familie neben Ruhm, Ehre und finanziellen Vorteilen auch zahlreiche Kontaktmöglichkeiten zu bedeutenden Persönlichkeiten wie Königen, Ambassadoren etc., die sie zu nutzen wussten. Seit der französische König versuchte, die Eidgenossen mit Geld an die Krone zu binden, liess er durch Mittelsleute regelmässig Geld austeilen, das fast zur Hälfte in die Taschen von Räten und Standeshäuptern floss. In Zug kam den Zurlauben bis 1729 das Privileg zu, die französischen Pensionen zu verteilen. Dieses effektive Machtinstrument ermöglichte ihnen den Aufbau eines breiten Klientelnetzes. Mit den finanziellen Möglichkeiten wuchs allerdings auch der moralische Zerfall, die Dekadenz und der Neid innerhalb der Familie, die schliesslich ihren Teil dazu beitrugen, dass Fidel Zurlauben 1729, während des ersten Harten- und Lindenhandels in Zug, gestürzt wurde.

## Die Zurlauben im Dienste der Kirche

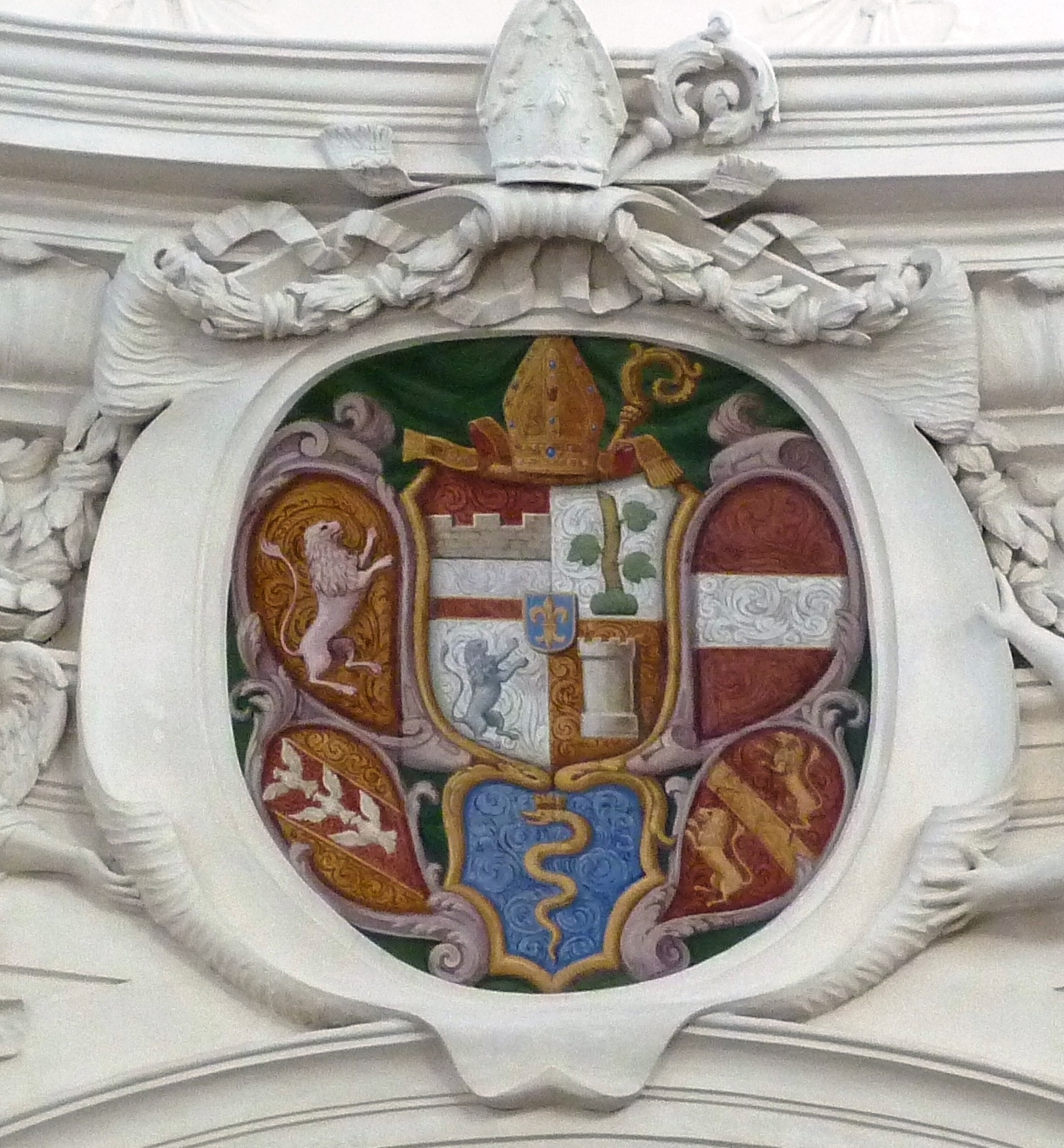
Wappen von Plazidus Zurlauben, Fürstabt im Kloster Muri von 1684–1723

Neben den militärischen und politischen Stellen boten sich dem Patriziat jener Zeit auch die zahlreichen Stellungen im kirchlichen Dienst als Alternative an. Von den 113 Mitgliedern der Familie, die älter als 15 Jahre alt wurden, wählten 16 den Priesterberuf oder traten als Schwestern in ein Kloster ein. Mit einem Anteil von 14 Prozent – neun Geistliche und sieben Nonnen – bewegen sich die Zurlauben im damals für Magistratenfamilien üblichen Rahmen.
Wahrscheinlich waren es die verlockenderen Stellungen in Militär und Politik, die dazu führten, dass erst in der fünften Generation der Zurlauben ein Geistlicher auftaucht. Erst sehr spät, d. h. in der 7. Generation um 1650, entfaltete sich in der Familie eine Neigung zum geistlichen und klösterlichen Leben. Den anteilsmässigen Höhepunkt an Geistlichen und Nonnen innerhalb der Familie hatten die Zurlauben in der 8. Generation um 1700. Zeitlich fällt dieser Anstieg mit dem Kulminationspunkt der machtpolitischen Stellung der Zurlauben zusammen. Da die Geistlichen vielseitig interessiert waren, lassen sich zu jener Zeit auch vermehrte künstlerische und intellektuelle Tätigkeiten innerhalb der Familie beobachten. Der Wettinger Prior P. Ludwig Zurlauben (1661–1724) beispielsweise schuf zu jener Zeit beachtliche Heiligengemälde und beschäftigte sich intensiv mit der Geschichte des Zisterzienserinnenklosters Frauenthal.
Den Ruf der Familie, auch in kirchlichen Stellungen hohe Verdienste vollbracht zu haben, verdanken die Zurlauben allerdings im Wesentlichen den Benediktineräbten Gerold I. (1547–1607) und Gerold II. (1649–1735) von Rheinau und Fürstabt Plazidus (1646–1723) von Muri. Gerold I. von Rheinau kann als eigentlicher Erneuerer der Abtei betrachtet werden, indem er der Schweizerischen Benediktinerkongregation beitrat und die dadurch notwendigen Reformen in seinem Kloster durchführte. Darüber hinaus realisierte er zahlreiche Neubauten. Auch die Brüder Plazidus und Gerold II. setzten sich für die Kongregation ein. Überdies liessen sie für ihre Abteien neue Bibliotheksbauten errichten, arbeiteten in der Hausschule als fachkundige Philosophie- und Theologieprofessoren und waren grosse Kunstförderer.

## Die bedeutenderen Familienangehörigen
Die bedeutenderen Familienangehörigen werden im Folgenden nach bedeutenden Ämtern kategorisiert und chronologisch aufgelistet. Bei jeder Person finden sich ausserdem noch Informationen über anderweitige Tätigkeiten. Die Informationen sind im Wesentlichen der umfangreichen Forschungsarbeit von Kurt-Werner Meier über die Familie Zurlauben entnommen.

### Bedeutende politische Amtsträger aus der Familie Zurlauben
- Ammänner aus der Familie Zurlauben:
  - Beat I. (22. Dezember 1533 – v. 26. August 1596): Ammann 1587–1590, 1596; Hauptmann in Frankreich, Obervogt von Cham und Hünenberg, Landschreiber von Zug, Mitglied des Grossgerichts, Schultheiss, Rat, Seckelmeister.
  - Konrad III. (10. Mai 1571 – 31. März 1629): Ammann 1614–1617; Hauptmann in französischen Diensten, Obervogt von Cham und Hünenberg, Stadtschreiber, Ratsherr, Statthalter, Ratgeber des Bischofs von Basel, Obwaldner Landrecht, St. Michaelsritter.
  - Beat II. (18. April 1597 – 2. Mai 1663): Ammann 1632–1635, 1641–1644; Hauptmann in französischen Diensten, Obervogt von Hünenberg, Landschreiber in den Freien Ämtern, Bürger und Grossrat von Bremgarten, Ratgeber von Frauenthal, Mitglied des Grossgerichts, Rat, Ehrenbürger von Luzern.
  - Beat Jakob I. (3. Dezember 1615 – 21. April 1690): Ammann 1677–1680, 1686–1689; Leutnant in französischen Diensten, Oberstwachtmeister in der Toskana, eidg. Oberstfeldwachtmeister, Landeshauptmann und Landschreiber der Freien Ämter, Bürger und Grossrat von Bremgarten, Rat, Stabführer, Statthalter, Gerichtsherr von Hembrunn und Anglikon, Kastvogt von Frauenthal, Ritter vom Goldenen Sporn,
  - Beat Kaspar (14. März 1644 – 12. Mai 1706): Ammann 1695–1698; Major in savoyischen Diensten, Gouverneur von Villanova und Asti, Landschreiber und Landeshauptmann der Freien Ämter, Rat, Stabführer, Statthalter, Erbmarschall von Muri, St. Michaels-, St. Mauritius- u. Lazarusritter, Ritter vom Goldenen Sporn, Bürger von Bremgarten, Gerichtsherr von Hembrunn, Nesselnbach u. Anglikon.
  - Beat Jakob II. (26. April 1660 – 5. Januar 1717): Ammann 1704–1707, 1713–1716; Hauptmann in französischen Diensten, Generalmajor von Zug, Oberstfeldwachtmeister, Landvogt der Freien Ämter und im Thurgau, Obervogt von Hünenberg, Twingherr von Oberrüti, Pfleger von St. Wolfgang, Rat, Stabführer, Erbmarschall von Muri, Gerichtsherr von Anglikon und Hembrunn, St. Ludwigsritter.
  - Fidel (1. März 1675 – 26. Februar 1731): Ammann 1722–1725; Hauptmann in französischen Diensten, Landeshauptmann der Freien Ämter, Twingherr von Oberrüti, Pfleger von St. Wolfgang, Landvogt im Rheintal, Stadtschreiber, Rat, Stabführer, Statthalter, Mitglied des Wochengerichts, Erbmarschall von Muri, Gerichtsherr von Anglikon, Nesselnbach und Hembrunn.

- Landschreiber der Freien Ämter aus der Familie Zurlauben:
  - Beat II. (s. Ammänner): Landschreiber 1617–1630
  - Beat Jakob I. (s. Ammänner): Landschreiber 1633–1664
  - Heinrich Ludwig (13. Dezember 1640–1676): Landschreiber 1664–1670; Gerichtsherr von Nesselnbach, Ritter vom Goldenen Sporn, Bürger von Bremgarten.
  - Beat Kaspar (s. Ammänner): Landschreiber 1677–1706
  - Plazidus Beat Kaspar Anton (1697–1726): Landschreiber 1715–1726; Hauptmann in spanischen Diensten, Stadtschreiber, Gerichtsherr von Nesselnbach, Ritter vom Goldenen Sporn.

### Bedeutende Militärs aus der Familie Zurlauben
- Inhaber der Kompagnie Zurlauben im Schweizerischen Garderegiment:
  - Konrad III. (s. Ammänner): Inhaber 1619–1629.
  - Beat II. (s. Ammänner): Inhaber 1631–1636.
  - Heinrich I. (16. Oktober 1607 – 5. Oktober 1650): Inhaber 1636–1649; Hauptmann in französischen Diensten, königlicher Kammerherr, Obervogt von Risch, Grossrat.
  - Heinrich II. (22. November 1621 – 2. Mai 1676): Inhaber 1649–1668; Hauptmann in französischen Diensten, Oberstfeldwachtmeister im 1. Villmergerkrieg, Landvogt von Baden, Bürger von Bremgarten.
  - Beat Heinrich Josef (12. November 1663 – 23. Mai 1706): Inhaber 1690 – 1706; Hauptmann, Brigadier in französischen Diensten, Ritter des St. Ludwigs-Orden, Herr von Lourbes.
  - Beat Franz Plazidus (15. Juni 1687 – 31. Dezember 1770): Inhaber 1706–1767; Hauptmann, Brigadier, Maréchal de camp in französischen Diensten, Oberst des Schweizerischen Garderegimentes, Generalleutnant der französischen Truppen, Grosskreuz des St. Ludwigs-Orden, Obervogt von Hünenberg, Erbmarschall von Muri, Gerichtsherr von Anglikon und Hembrunn.
  - Beat Fidel (3. August 1720 – 13. März 1799): Inhaber 1767–1792; Brigadier, Maréchal de camp, Generalleutnant in französischen Diensten, Conseiller et Interprète du roi, Gerichtsherr von Hembrunn, Anglikon und Nesselnbach, Grossrat, Historiker, Lazarusritter, Träger des Grosskreuzes des St. Ludwigs-Orden, Erbmarschall von Muri, Mitglied der Akademie des Inscriptions et Belles Lettres sowie der Akademien von Besançon und Mannheim und der Accademia Etrusca, der Société militaire, der Helvetischen Gesellschaft und der Naturforschenden Gesellschaft Zürich.

- Weitere hohe Militärs:
  - Oswald I. (1477 – 1549): Hauptmann in päpstlichen Diensten, Oberfeldwachtmeister im Kappelerkrieg, Obervogt von Steinhausen, Grossweibel, Baumeister, Ratsherr, Statthalter, Mitglied des Wochen- und Grossgerichts.
  - Beat Jakob, Graf (25. Februar 1656 – 21. September 1704): Besitzer des Regimentes Zurlauben, Brigadier, Maréchal de camp, Generalleutnant in französischen Diensten, Ritter des St. Ludwigs-Orden, Graf von Wilerthal und Baron von Ortenberg.
  - Beat Jakob II. (s. Ammänner).

### Bedeutende kirchliche Würdenträger der Familie Zurlauben
- Äbtissinnen und Äbte

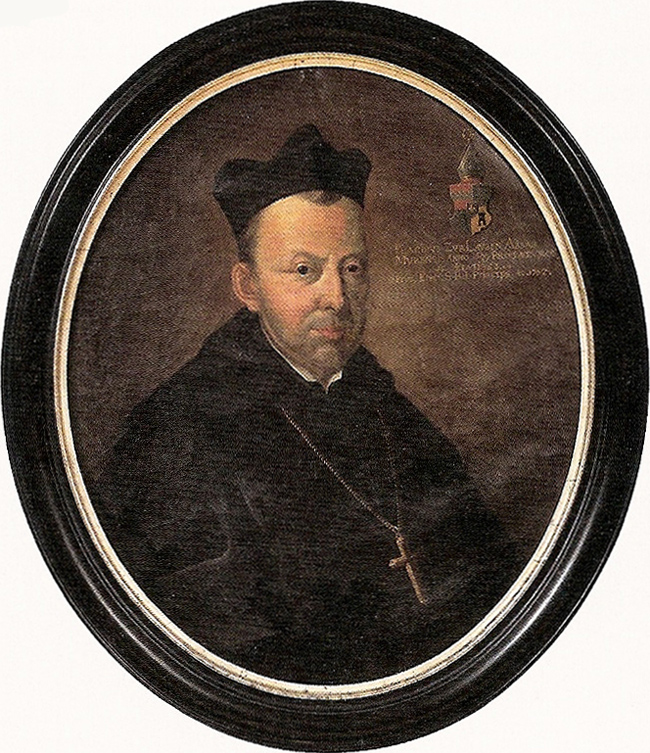
Plazidus Zurlauben (1646–1723), Fürstabt von Muri

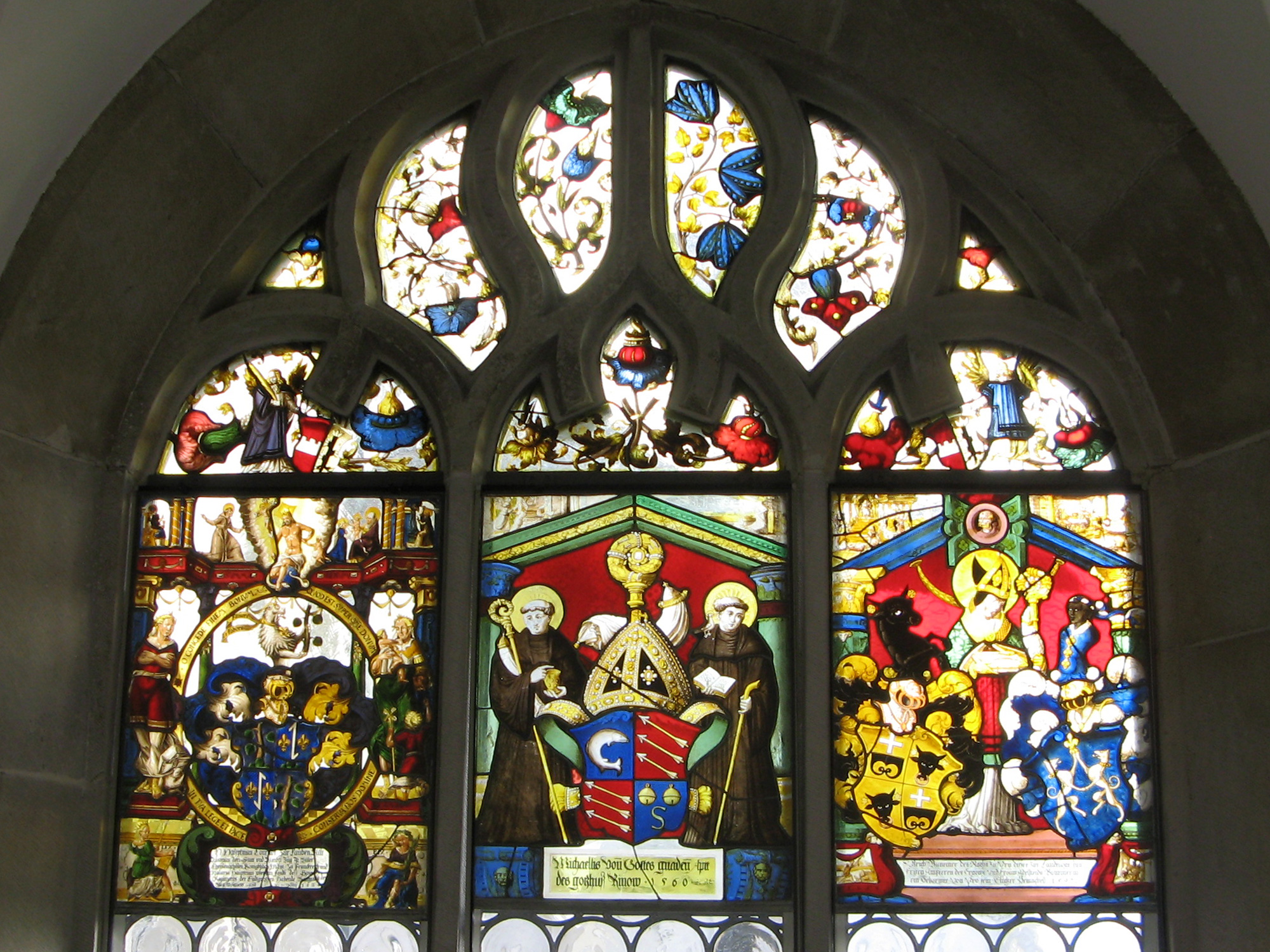
Fenster im Kreuzgang von Kloster Muri, 1624 gestiftet u. a. von Konrad Zurlauben (Wappen links)

  - Gerold I (1547 – 21. Februar 1607): Abt von Rheinau 1598–1607; Benediktiner, Reformabt und Bauherr der Abtei Rheinau.
  - Maria Regina (1625 – 23. Januar 1685): Frau Mutter im Kloster Maria Opferung 1680–1683; Kapuzinerin, Nonne.
  - Plazidus (13. März 1646 – 14. September 1723): Fürstabt von Muri 1684–1723; Benediktiner, Sekretär und Visitator der Schweizer. Benediktinerkongregation, Professor der Philosophie, Rhetorik und Theologie.
  - Gerold II (2. August 1649 – 18. Juni 1735): Abt von Rheinau 1697–1735; Benediktiner, Theologie- und Philosophieprofessor, apostolischer Notar, Statthalter, Archivar und Sekretär der Schweizerischen Benediktinerkongregation.
  - Maria Ursula (9. Juli 1651 – 21. Februar 1727): Äbtissin in Wurmsbach 1705–1717; Zisterzienserin, Priorin von Frauenthal.
  - Maria Euphemia (2. April 1657 – 2. April 1737): Äbtissin von Tänikon 1707–1737; Zisterzienserin.

## Schriftlicher Nachlass der Zurlauben
Der schriftliche Nachlass der Zurlauben befindet sich seit 1803 unter der Bezeichnung Zurlaubiana in der Aargauer Kantonsbibliothek in Aarau, wo ein Teil der Sammlung in einem langfristigen Editions- und in jüngster Zeit Erschliessungsprojekt bearbeitet wird.